# Christian Schad (Theologe)
Christian Schad (* 14. Februar 1958 in Ludwigshafen am Rhein) ist ein deutscher evangelischer Theologe. Er war von 2008 bis 2021 Kirchenpräsident der Evangelischen Kirche der Pfalz (Protestantische Landeskirche) mit Sitz in Speyer.

## Leben und Werdegang

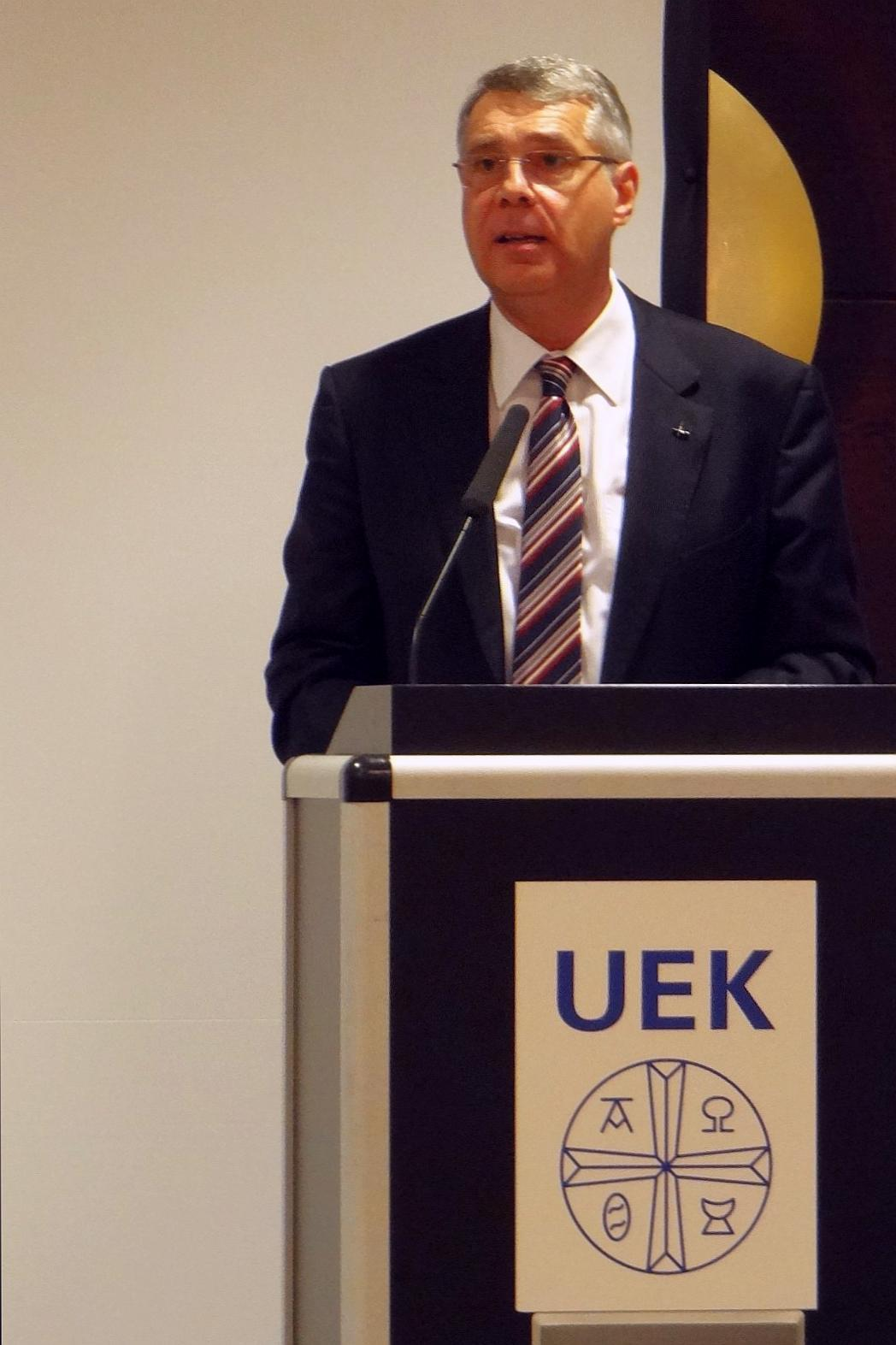
Kirchenpräsident Christian Schad bei der UEK-Vollkonferenz 2013 in Düsseldorf

Nach dem Abitur und der Ehrung durch den Scheffelpreis seitens der Literarischen Gesellschaft Karlsruhe 1976 begann Schad im selben Jahr das Theologiestudium an der Kirchlichen Hochschule Bethel. Dieses setzte er an den Universitäten in Tübingen und Bonn fort. Das Erste Theologische Examen legte er im Jahr 1983, das Zweite Theologische Examen 1986 in der Evangelischen Kirche der Pfalz in Speyer ab. Nach dem kirchlichen Vorbereitungsdienst in der pfälzischen Landeskirche und der Ordination am Pfingstmontag, dem 19. Mai 1986, übernahm Christian Schad gemeinsam mit seiner Ehefrau Gerlinde Wnuck-Schad im Jahr 1986 die Pfarrstelle in Weingarten, verbunden mit der Studierendenseelsorge am Fachbereich für Angewandte Sprach- und Kulturwissenschaften in Germersheim. Im Jahr 1991 wurde er Theologischer Referent im Landeskirchenrat in Speyer mit den Schwerpunkten Ökumene, Judaica, Gottesdienst, liturgische Arbeit, Agende, Gesangbuch, Kirchenmusik, Aus- und Fortbildung von Prädikantinnen und Prädikanten.
Im Jahr 1996 wurde Schad Dozent am Protestantischen Predigerseminar in Landau in der Pfalz. Seine Schwerpunkte in der Ausbildung von Vikarinnen und Vikaren lagen dort auf Homiletik, Liturgik, Hymnologie und Seelsorge.
Im Jahr 1999 wurde er zum Oberkirchenrat ernannt und war im Landeskirchenrat seitdem als Dezernent für die Bereiche Gottesdienst, Kirchenmusik, Diakonie, Ökumene, Missionarische Dienste und Seelsorge zuständig.
Im Mai 2008 wurde Schad zum Kirchenpräsidenten der Evangelischen Kirche der Pfalz gewählt. Er löste am 1. Dezember 2008 Eberhard Cherdron ab, der aus Altersgründen in den Ruhestand trat. Schad trat am 1. März 2021 in den Ruhestand. Aus diesem Anlass wurde er mit einer Festschrift geehrt. Seine Nachfolgerin als Kirchenpräsidentin ist die vormalige Oberkirchenrätin Dorothee Wüst.
Seit 2021 ist Schad der Präsident des Evangelischen Bundes, des konfessionskundlichen und ökumenischen Arbeitswerks der Evangelischen Kirche in Deutschland.

## Aufgaben in der Evangelischen Kirche in Deutschland (EKD) und darüber hinaus
- Nachdem Schad bereits im Jahr 2012 den stellvertretenden Vorsitz übernommen hatte[4], wählte ihn die Vollkonferenz der Union Evangelischer Kirchen in der Evangelischen Kirche in Deutschland (UEK) Anfang November 2013 zum Vorsitzenden der Vollkonferenz und des Präsidiums der UEK.[5] Dieses Amt hatte er bis zum Jahr 2021 inne.
- Von 2016 bis 2022 war er der evangelische Vorsitzende des Kontaktgesprächskreises zwischen Vertretern der Deutschen Bischofskonferenz und des Rates der Evangelischen Kirche in Deutschland.
- In den Jahren 2007 bis 2017 war er Mitglied im Kuratorium zur Vorbereitung des Reformationsjubiläums 2017.
- Seit 2009 ist er Mitglied des Kuratoriums der Stiftung der Evangelischen Kirche in Deutschland zur Wahrnehmung gesamtkirchlicher Verantwortung in Wittenberg (Evangelische Wittenbergstiftung).[6]
- Als Präsident des Evangelischen Bundes übt er seit 2021 die Aufsicht über das Konfessionskundliche Institut in Bensheim aus.

- In den Jahren 2011 bis 2021 gehörte er dem Vorstand der Zukunftsinitiative Rheinland-Pfalz e. V. (ZIRP) an.[7]

## Aufgaben in der Ökumene
- Von 2015 bis 2018 war Schad der evangelische Leiter der Konsultationsreihe zum Thema „Kirche und Kirchengemeinschaft“ zwischen der Gemeinschaft Evangelischer Kirchen in Europa (GEKE) und dem Päpstlichen Rat zur Förderung der Einheit der Christen. Den Bericht über das Ergebnis dieser Konsultation hat er gemeinsam mit dem Bischof von Speyer Karl-Heinz Wiesemann 2019 herausgegeben.[8]
- Seit 2020 ist er der evangelische Vorsitzende des Ökumenischen Arbeitskreises evangelischer und katholischer Theologen (ÖAK).[9]
- 2023 und 2024 war er im Namen des Konfessionskundlichen Instituts in Bensheim akkreditierter journalistischer Beobachter der römisch-katholischen Weltsynode 2021–2024 "Für eine synodale Kirche – Gemeinschaft, Teilhabe und Mission" in Rom.[10]

## Ehrungen
Im Januar 2019 erhielt Schad die Ehrendoktorwürde der Johannes Gutenberg-Universität Mainz.
Im März 2019 wurde er für sein vielfältiges und soziales Engagement in Kirche und Kommune mit der Ehrenplakette der Stadt Landau ausgezeichnet.
An Pfingsten 2022 wurde Christian Schad für seinen jahrelangen Einsatz im Dienst am Nächsten sowie für seine weithin beachteten ethischen Stellungnahmen mit dem Kronenkreuz der Diakonie in Gold geehrt.

## Publikationen (Auswahl)

### Gesammelte Aufsätze und Predigten
- Theologie für das Leben. Plädoyer für eine aufmerksame Kirche. Zum 65. Geburtstag herausgegeben von Traudel Himmighöfer. Leipzig 2023, bei DNB ISBN 978-3-374-07328-3.
- Einlass gewähren in den Raum reiner Bejahung. Ausgewählte Predigten. Hrsg. von Traudel Himmighöfer. Leipzig 2024, ISBN 978-3-374-07598-0.

### Aufsätze
- Die Bibel – mehr als ein Buch! Zum Schriftverständnis Martin Luthers. In: Zu schauen die schönen Gottesdienste des Herrn (= Liturgische Blätter, 61–63). Speyer 1996, ISBN 3-925536-61-2, S. 43–61.
- „Ein feste Burg ist unser Gott“. Martin Luthers Auslegung des 46. Psalms. In: Liturgische Blätter, 73, Speyer 2006, S. 159–165.
- Freude an der Polyfonie des Heiligen Geistes. Zur Musik im Raum der Kirche. In: Gottfried Müller (Hrsg.): Impulse und Erträge. Festschrift zum 65. Geburtstag von Kirchenpräsident Eberhard Cherdron. Speyer 2008, ISBN 3-939512-08-7, S. 69–76.
- Selbstverantwortung und Gemeinschaft – Das Miteinander der Generationen als Herausforderung und Chance für Kirche und Kommunen in Rheinland-Pfalz. In: Herausforderung für Land und Kommunen. Die Gestaltung des Demographischen Wandels in Rheinland-Pfalz, Teil I. Dokumentationen der ZIRP Bd. 3, Idar-Oberstein 2010, ISBN 978-3-932515-55-2, S. 26–34.
- Rechtfertigung: Gottes Ja zu uns! (Fragen 60–64). In: Nötig zu wissen. Heidelberger Beiträge zum Heidelberger Katechismus, hrsg. v. Helmut Schwier [u. a.], Heidelberg 2012, ISBN 978-3-8253-6131-0, S. 103–107.
- „Auszurichten an alles Volk“: Sieben Perspektiven für eine Volkskirche im Wandel. In: Hartmut Joisten, Martin Schuck, Christian Schad (Hrsg.): Heimat Kirche Pfalz – die Evangelische Kirche der Pfalz in Bild und Wort. Speyer 2013, ISBN 978-3-939512-51-6, S. 91–105.
- Vom nachhaltigen Umgang mit der göttlichen Schöpfung. In: Wirtschaft mit Weitblick. Nachhaltigkeit in Rheinland-Pfalz. Hg. v. der Zukunftsinitiative Rheinland-Pfalz (ZIRP) e. V., Mainz 2014, S. 14–15.
- Konfessionelle Identität und ökumenische Herausforderungen. Notizen zu den anstehenden Unions-Jubiläen 2017. In: Una Sancta 72 (2017), S. 30–38.
- Kirchengemeinschaft leben und gestalten. Überlegungen zum Kirchesein der EKD. In: Klaus Bümlein [u. a.]: Freunde der Union (= Protestantische Pfalz Texte 24). Speyer 2018. S. 27–32.
- Zur Gegenwartsbedeutung der pfälzischen Kirchenunion von 1818. In: Mutig voran – 200 Jahre Pfälzer Kirchenunion (= Texte, Dokumente 6), Speyer 2018, ISBN 978-3-947534-01-2, S. 7–19.
- Zahlreiche weitere theologische Aufsätze und Abhandlungen (Traudel Himmighöfer: Bibliographie Christian Schad 1987–2022. In: Christian Schad: Theologie für das Leben. Plädoyer für eine aufmerksame Kirche. Zum 65. Geburtstag. Leipzig 2023, ISBN 978-3-374-07328-3, S. 285–325; Traudel Himmighöfer: Bibliographie Christian Schad – Fortschreibung für die Jahre 2023 und 2024. In: Christian Schad: Einlass gewähren in den Raum reiner Bejahung. Ausgewählte Predigten. Leipzig 2024, ISBN 978-3-374-07598-0, S. 335–340.).

### Herausgeberschaften
- mit Karl-Heinz Wiesemann: Bericht über Kirche und Kirchengemeinschaft. Ergebnis einer Konsultationsreihe im Auftrag der Gemeinschaft Evangelischer Kirchen in Europa und des Päpstlichen Rats zur Förderung der Einheit der Christen. Paderborn/Leipzig 2019, ISBN 978-3-89710-819-6 oder ISBN 978-3-374-06019-1
- mit Christian Möller: Eberhard Jüngel, Walter Mostert: „Schon jetzt – und dann erst recht!“ Beiträge zur Eschatologie aus Vorlesungen, Vorträgen und Predigten. Leipzig 2024, ISBN 978-3-374-07685-7.
- mit Klaus-Peter Edinger: Freude an der Praktischen Theologie. Festgabe für Professor Dr. Christian Möller zum 85. Geburtstag. Alzey 2025, ISBN 978-3-00-082268-1.